# Red Lodge
Red Lodge é uma cidade localizada no estado americano de Montana, no Condado de Carbon.

## Demografia
Segundo o censo americano de 2000, a sua população era de 2177 habitantes.
Em 2006, foi estimada uma população de 2455, um aumento de 278 (12.8%).

## Geografia
De acordo com o United States Census Bureau tem uma área de
6,7 km², dos quais 6,7 km² cobertos por terra e 0,0 km² cobertos por água.

## Localidades na vizinhança
O diagrama seguinte representa as localidades num raio de 36 km ao redor de Red Lodge.